# Eicherax macularis
Eicherax macularis là một loài ruồi trong họ Asilidae. Eicherax macularis được Wiedemann miêu tả năm 1821.